# Asterodiscides tessellatus
Asterodiscides tessellatus is een zeester uit de familie Asterodiscididae.
De wetenschappelijke naam van de soort werd in 1977 gepubliceerd door Rowe.